# 孫洪伊
孫 洪伊（そん こうい、1872年11月17日 - 1936年3月26日）は清末民初の政治家。清末は立憲派として活動し、中華民国成立後は、主に孫文を支持した。原名は洪儀だが、宣統帝即位と共に、その諱を避け、洪伊と改名した。字は伯蘭。

## 事績

### 立憲派としての活動
1893年（光緒19年）、秀才となる。その後は、天津で実業に従事する傍ら、教育事業にも取り組み、自ら財産を拠出して新式教育機関の創設に携わった。1906年（光緒32年）、袁世凱が天津で自治局を創設する。孫洪伊はこの機会をとらえ、谷鍾秀らとともに天津自治研究会を組織した。翌年8月に、天津県議事会が成立すると、孫はその議員に選出されている。
1909年（宣統元年）3月、孫洪伊は直隷省咨議局議員に選出された。11月には、上海での各省咨議局代表会議に、直隷省代表として参加した。そして、孫は国会開設請願団の筆頭代表に選出され、北京に赴いたが、清朝に拒否された。しかし、その後も孫は世論喚起や請願活動につとめている。最終的には「宣統5年（1913年）」の議院開設を清朝に約束させるに至った。

### 北京政府での活動
中華民国成立後、孫洪伊は、湯化竜らとともに共和建設討論会と呼ばれる組織を結成した。さらに梁啓超などとも連携を深めつつ、1912年（民国元年）8月、民主党を結成する。しかし、国会中心主義に立っていた孫は、袁世凱の独裁が次第に高まる様子を見て失望する。さらに、袁への接近を図る梁とも疎遠となった。そのため、1913年（民国2年）5月の共和・民主・統一3党合併に孫は与さず、10月には上海へ退いている。また、1915年（民国4年）に袁が皇帝即位を目論んだ際には、公然と反対を表明した。
袁世凱死後の1916年（民国5年）6月、孫洪伊は北京政府の教育総長に任じられ、さらに7月には内務総長就任に改められた。当初、孫洪伊は就任をためらったものの、孫文（孫中山）の支持もあってついに北京で就任した。
しかし孫洪伊は、国務総理段祺瑞の腹心である国務院秘書長徐樹錚が越権行為を繰り返すのを咎め、これと激しく対立、抗争することになる。このとき、大総統黎元洪が孫洪伊を支持したため、府院の争いの一環ともなってしまった。最終的には徐世昌の調停により、同年11月、孫洪伊と徐樹錚は同時に罷免されてしまう。その後、段祺瑞一派の排斥を受ける形で、1917年（民国6年）1月、南京の馮国璋を頼って逃れた。

### 南方政府での活動
同年9月、孫文が護法運動を開始すると、孫洪伊もこれを支持して、護法軍政府に参加し、内務部長に任命された。孫洪伊は、馮国璋ら直隷派との関係を利用し、北京政府へ政略を仕掛けるなどの役割を果たした。後の第一次国共合作では、李大釗とのかねてからの親交を生かし、その成立に貢献している。
しかし、1925年（民国14年）3月に孫文が死去すると、孫洪伊の政治舞台での目立った活動が見られなくなる。日本との戦争が激化すると抗日を提唱する一方で、仏教に篤信する生活に移った。
1936年（民国25年）3月26日、上海で病没。享年65（満63歳）。